# 桃崎有一郎
桃崎 有一郎（ももさき ゆういちろう、1978年 - ）は、日本の歴史学者。武蔵大学人文学部教授。専門は、日本古代・中世の礼制と法制・政治の関係史。

## 略歴
東京都生まれ。2001年、慶應義塾大学文学部卒業。2007年、慶應義塾大学大学院文学研究科後期博士課程単位取得退学、博士（史学）。
日本学術振興会特別研究員(DC・PD)、東京大学史料編纂所学術研究支援員(リサーチ・アシスタント)、立命館大学文学部講師、高千穂大学准教授、高千穂大学商学部教授を経て、現在、武蔵大学人文学部教授。

## 著書

### 単著
- 『中世京都の空間構造と礼節体系』思文閣出版 2010
- 『平安京はいらなかった: 古代の夢を喰らう中世』吉川弘文館 歴史文化ライブラリー 2016
- 『武士の起源を解きあかす: 混血する古代、創発される中世』ちくま新書 2018
- 『室町の覇者 足利義満: 朝廷と幕府はいかに統一されたか』ちくま新書 2020
- 『「京都」の誕生 武士が造った戦乱の都』文春新書 2020。ISBN 978-4166612574
- 『京都を壊した天皇、護った武士　「一二〇〇年の都」の謎を解く』NHK出版新書 2020。ISBN 978-4140886250
- 『礼とは何か　日本の文化と歴史の鍵』人文書院 2020
- 『平治の乱の謎を解く　頼朝が暴いた「完全犯罪」』文春新書 2023
- 『平安王朝と源平武士　力と血統でつかみ取る適者生存』ちくま新書 2024
- 『鎌倉幕府礼制史　儀礼論と組織論』思文閣出版 2024
- 『中世武士団 偽りの血脈　名字と系図に秘められた企て』講談社選書メチエ、2025

### 共著
- 『室町政権の首府構想と京都―室町・北山・東山』山田邦和共編著 文理閣(平安京・京都研究叢書) 2016
- 『幻想の京都モデル』中島圭一ら共著 中世学研究会 (編集) 高志書院(中世学研究) 2018